# Limnophila byersi
Limnophila byersi är en tvåvingeart som beskrevs av Alexander 1973. Limnophila byersi ingår i släktet Limnophila och familjen småharkrankar. Inga underarter finns listade i Catalogue of Life.